# Team BridgeLane
O Team BridgeLane (Código UCI: BSC) anteriormente Praties, Genesys Wealth Advisers, Huon Salmon-Genesys Wealth Advisers, Avanti, Avanti Racing, Avanti IsoWhey Sports, IsoWhey Sports-Swiss Wellness team e Bennelong SwissWellness Cycling Team p/b Cervelo é uma equipa de ciclismo australiana de categoria continental.
Fundou-se em 2000 como uma equipa amador australiana, onde o seu patrocinador era uma cadeia de restaurantes na Tasmânia chamada Praties, mas desde 2010 Genesys Wealth Advisers uma entidade financeira fez-se a cargo da equipa. Para a temporada de 2014 a fábrica de bicicletas neozelandesa Avanti fez-se a cargo da equipa e em 2015 passou a ter licença desse país voltando em 2016 a ter licença australiana.
Foi convidada ao Contrarrelógio por equipas masculina no Campeonato Mundial de Estrada de 2013 onde representou a Oceania.
Em novembro de 2018 fez-se oficial seu o desaparecimento depois de não encontrar patrocinador para o ano 2019. No entanto a equipa seguiu com sua atividade baixo o nome de BridgeLane ao fundir com a equipa Mobius-BridgeLane. Este último desapareceu como equipa e o seu director Tom Petty integrou-se à direcção do BridgeLane às ordens de Andrew Christie-Johnston. Steve Price abandonou a equipa e pôs fim às suas atividades no ciclismo.

## Material ciclista
A equipa utilizava bicicletas Avanti.

## Classificações UCI
A partir de 2005 a UCI instaurou os Circuitos Continentais da UCI, onde a equipa está desde que subiu a tal categoria em 2008. Tem participado em carreiras de diferentes circuitos, com o qual tem estado nas classificações do UCI Asia Tour Ranking, UCI Europe Tour Ranking e UCI Oceania Tour Ranking. As classificações da equipa e do seu ciclista mais destacado são as seguintes:
| Temporada                | Classificação por equipas | Melhor corredor na classificação individual | Posição |
| 2007-2008 (Oceania Tour) | 7º                        | Richie Porte                                | 14º     |
| 2008-2009 (Asia Tour)    | 46º                       | Richie Porte                                | 191º    |
| 2008-2009 (Europe Tour)  | 88º                       | Richie Porte                                | 207º    |
| 2008-2009 (Oceania Tour) | 5º                        | Richie Porte                                | 16º     |
| 2009-2010 (Asia Tour)    | 26º                       | Joel Pearson                                | 70º     |
| 2009-2010 (Oceania Tour) | 16º                       | William Clarke                              | 41º     |
| 2010-2011 (Asia Tour)    | 64º                       | Anthony Giacoppo                            | 322º    |
| 2010-2011 (Europe Tour)  | 112º                      | Nathan Earle                                | 1.020º  |
| 2010-2011 (Oceania Tour) | 2º                        | Nathan Haas                                 | 2º      |
| 2011-2012 (Asia Tour)    | 9º                        | Anthony Giacoppo                            | 27°     |
| 2011-2012 (Oceania Tour) | 5º                        | Campbell Flakemore                          | 12º     |
| 2012-2013 (Asia Tour)    | 14º                       | Nathan Earle                                | 24º     |
| 2012-2013 (Europe Tour)  | 96º                       | Campbell Flakemore                          | 230º    |
| 2012-2013 (Oceania Tour) | 1º                        | Nathan Earle                                | 2º      |
| 2013-2014 (Asia Tour)    | 21º                       | Neil Van der Ploeg                          | 43º     |
| 2013-2014 (Europe Tour)  | 83º                       | Jack Haig                                   | 270º    |
| 2013-2014 (Oceania Tour) | 1º                        | Brenton Jones                               | 3º      |
| 2015 (Asia Tour)         | 9º                        | Patrick Bevin                               | 7º      |
| 2015 (Europe Tour)       | 126º                      | Jason Christie                              | 964º    |
| 2015 (Oceania Tour)      | 1º                        | Taylor Gunman                               | 1º      |
| 2016 (Asia Tour)         | 8º                        | Robbie Hucker                               | 51º     |
| 2016 (Europe Tour)       | 100º                      | Anthony Giacoppo                            | 654º    |
| 2016 (Oceania Tour)      | 1º                        | Sean Lake                                   | 1º      |
| 2017 (Asia Tour)         | 3º                        | Cameron Bayly                               | 16º     |
| 2017 (Europe Tour)       | 103º                      | Cameron Bayly                               | 904º    |
| 2017 (Oceania Tour)      | 2º                        | Sean Lake                                   | 4º      |
| 2018 (Asia Tour)         | 13º                       | Anthony Giacoppo                            | 62º     |
| 2018 (Europe Tour)       | 116º                      | Chris Harper                                | 1065º   |
| 2018 (Oceania Tour)      | 1º                        | Chris Harper                                | 1º      |

## Palmarés
Para anos anteriores veja-se: Palmarés da Team BridgeLane.

### Palmarés de 2019

#### Circuitos Continentais da UCI
| Datas       | Circuito                | Carreiras                   | Ganhador       |
| 19 de março | UCI Asia Tour de 2019   | 3.ª etapa do Tour de Taiwan | Nicholas White |
| 20 de maio  | UCI Asia Tour de 2019   | 2.ª etapa do Volta ao Japão | Ayden Toovey   |
| 24 de maio  | UCI Asia Tour de 2019   | 6.ª etapa do Volta ao Japão | Chris Harper   |
| 26 de maio  | UCI Asia Tour de 2019   | Volta ao Japão              | Chris Harper   |
| 22 de junho | UCI Europe Tour de 2019 | 4.ª etapa do Tour de Saboia | Chris Harper   |
| 23 de junho | UCI Europe Tour de 2019 | 5.ª etapa do Tour de Saboia | Chris Harper   |
| 23 de junho | UCI Europe Tour de 2019 | Tour de Saboia              | Chris Harper   |

## Elenco
Para anos anteriores veja-se: Elencos da Team BridgeLane.

### Elenco de 2019
| Nome                       | Nascimento | Nacionalidade | Equipa de 2018                       |
| Scott Bowden               | 04/09/1995 | Austrália     | Bennelong SwissWellness Cycling Team |
| Alastair Christie-Johnston | 29/03/1998 | Austrália     | Bennelong SwissWellness Cycling Team |
| Joseph Cooper              | 27/12/1985 | Nova Zelândia | Bennelong SwissWellness Cycling Team |
| Chris Harper               | 23/11/1994 | Austrália     | Bennelong SwissWellness Cycling Team |
| Jason Leia                 | 25/06/1996 | Austrália     | Bennelong SwissWellness Cycling Team |
| Tyler Lindorff             | 22/03/2000 | Austrália     | Neoprofissional                      |
| Peter Livingstone          | 03/01/1997 | Austrália     | Mobius-BridgeLane                    |
| Lionel Mawditt             | 21/05/1995 | Austrália     | Jelly Belly presented by Maxxis      |
| Hayden McCormick           | 01/01/1994 | Nova Zelândia | ONE Pro Cycling                      |
| Ben Metcalfe               | 27/05/2000 | Austrália     | Neoprofissional                      |
| Dylan Sunderland           | 26/02/1996 | Austrália     | Bennelong SwissWellness Cycling Team |
| Ayden Toovey               | 08/11/1995 | Austrália     | Bennelong SwissWellness Cycling Team |
| Ben Van Dam                | 13/11/1992 | Austrália     | Neoprofissional                      |
| Neil Van Der Ploeg         | 23/09/1987 | Austrália     | Madison Genesis                      |
| Tristan Ward               | 18/08/1995 | Austrália     | Bennelong SwissWellness Cycling Team |
| Nicholas White             | 06/11/1997 | Austrália     | Oliver's Real Food                   |